# Jacques Languirand
Jacques Languirand, né à Montréal le 1er mai 1931 et mort le 26 janvier 2018, est animateur de radio, dramaturge, écrivain, animateur de télévision, comédien, journaliste, réalisateur, metteur en scène, professeur et producteur québécois. 
Touche-à-tout, polyvalent et encyclopédique, il est connu pour les pièces dramatiques qu'il a écrites, mais surtout en tant qu'animateur de radio. Il a animé durant 43 ans son émission radiophonique Par 4 chemins, diffusée sur les ondes de Radio-Canada. Celle-ci est entrée en ondes le 13 septembre 1971. Le 29 janvier 2014, il annonce qu'il se retire de la vie publique, ce qui incidemment met fin à son émission de radio. Il donne sa dernière entrevue publique le 1er février 2014 et anime cette même journée sa dernière émission,. Tout au long de cette émission, il parle de la maladie d'Alzheimer dont il est atteint. C'est d'ailleurs pour cette raison qu'il met fin à son émission.

## Biographie
Jacques Languirand travaille pour la radio à partir de 1949 et pour la télévision à partir de 1957. 
Il a écrit onze pièces de théâtre qui ont pour la plupart été jouées en français et en anglais. Il a dirigé sa compagnie de théâtre, La Compagnie Jacques Languirand, et, de 1957 à 1958, son propre théâtre, Le Théâtre de Dix Heures. Pendant quelques années, il a occupé le poste de secrétaire général à la Comédie canadienne, puis au Théâtre du Nouveau-Monde, tout comme il a créé le Centre culturel du Vieux-Montréal. Il a été conseiller culturel à la Maison du Québec en 1961.  
Dès les années 1960, Jacques Languirand réfléchit à son travail de créateur : « En tant que créateur, [...] avec tout ce que cette définition comporte d'inconfortable, je cherche sans cesse, je ne suis jamais
satisfait de ce que je trouve, et tous les matins, je recommence ». 
Il a été concepteur de projets pour Expo 67, l'exposition universelle tenue à Montréal en 1967.
Pendant les années 1970, il a scénarisé et animé les séries télévisées Vivre sa vie et Vivre ici maintenant, lesquelles traitaient de différents aspects de la vie selon une approche philosophique.
En tant que comédien, il a interprété le rôle principal de sa pièce Le Gibet, en plus de rôles secondaires. Il a aussi joué pour Robert Lepage dans trois pièces du cycle Shakespeare dont le rôle de Prospéro dans La Tempête et de Menenius dans Coriolan, puis a tenu quelques rôles dans différents films québécois, tels que l'Odyssée d'Alice Tremblay, J'en suis, Le grand serpent du monde et La Vie d'un héros.  En 2005, il est brièvement apparu dans le vidéoclip Bonzaïon du groupe Loco Locass. Il tient également le rôle-titre des deux tomes du photo-roman revisité Mars et Avril (Éd. de la Pastèque, 2006), aux côtés de Marie-Josée Croze et de Robert Lepage, rôle qu'il reprend dans l'adaptation cinématographique du même titre,.
De retour au petit écran en 1996, il tiendra pendant trois ans le rôle du grand-papa dans la série La boîte à lunch, une émission s'adressant aux enfants d'âges pré-scolaires.
De 2004 à 2007, il a incarné le Philosophe des séries télévisées Le Rebut Global, axées sur la construction écologique à la campagne ou à la ville.

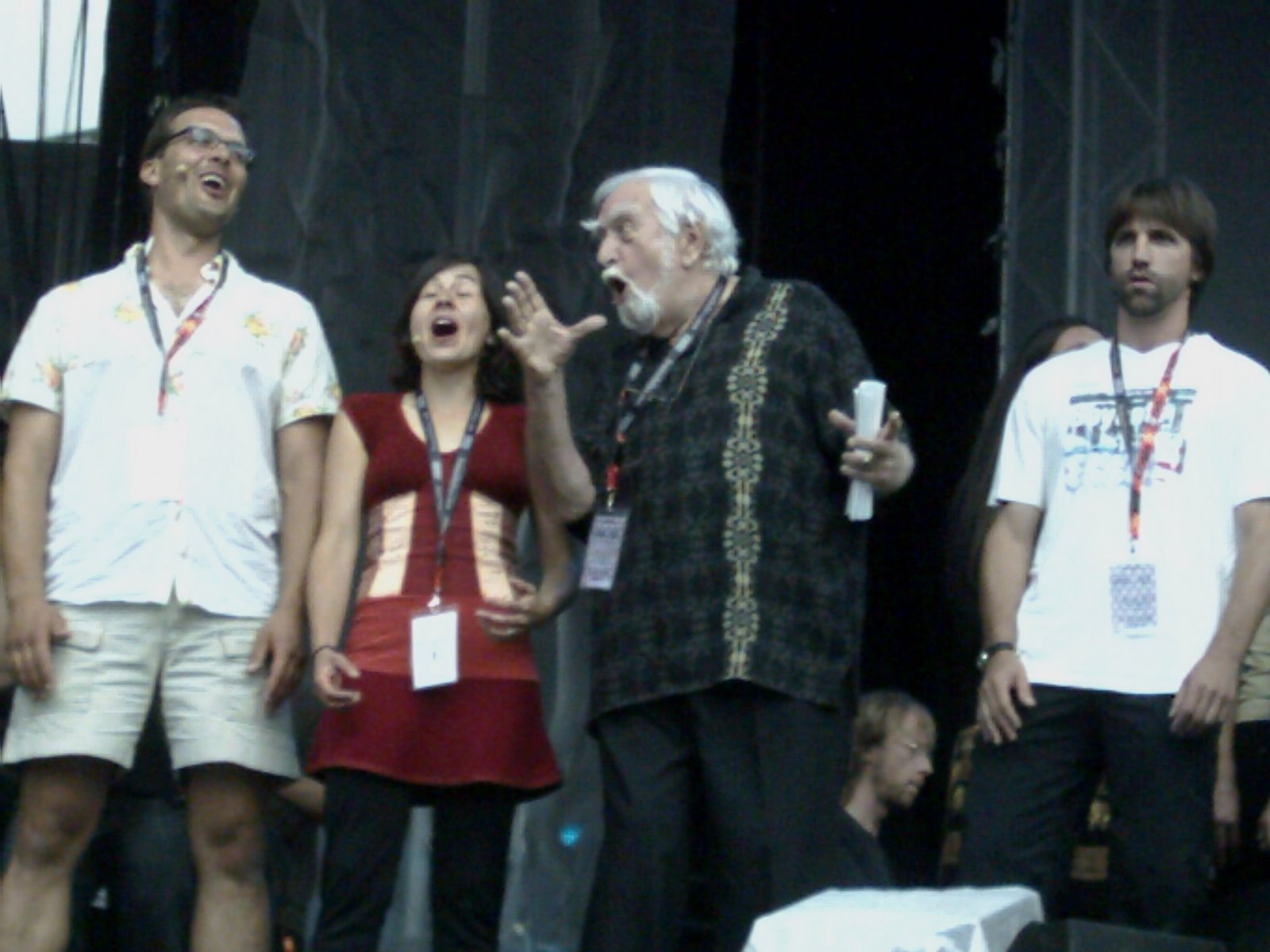
Jacques Languirand avec Hugo Latulippe, Laure Waridel, Steven Guilbeault aux FrancoFolies de Montréal 2008.

En 2008, il mettait en ligne une webtélé, sorte de bibliothèque virtuelle et de magazine culturel à l'image de son émission radiophonique Par 4 chemins, à la différence qu'il parle de ses livres devant la caméra et que ses collaborateurs y partagent leur passion respective, de la spiritualité au cinéma, en passant par l'herboristerie, l'humour, la psychologie, les arts visuels, la santé, etc. Bref, une slow télé à son image pour ceux qui sont en quête de sens, de bien-être durable et de culture.
Il a aussi été porte-parole pour le Québec du Jour de la Terre, ainsi que pour Inter Pares, qui vient en aide aux pays en voie de développement.
Il a rédigé plusieurs ouvrages qui ont fait date dans l'histoire de l'ésotérisme au Québec, et a régulièrement écrit des scénarios pour des événements multimédias. En 2008, il cosignait avec le philosophe et théologien Jean Proulx Le Dieu cosmique : À la recherche du Dieu d'Einstein. En octobre 2009, il publiait également avec Jean Proulx un ouvrage consacré à la spiritualité amérindienne : L’héritage spirituel amérindien. Le grand mystère.
Metteur en scène de quelques pièces, il a remporté la mention pour « La meilleure présentation visuelle de l'année », décernée par le quotidien Montreal Star, pour sa mise en scène de Crime et Châtiment au Théâtre de la Poudrière, ainsi que plusieurs trophées récompensant ses productions dramatiques. Il est également considéré comme l’un des pères du multimédia de scène.
Autodidacte, Jacques Languirand a enseigné plusieurs années à l'École nationale de théâtre, puis il a enseigné la communication pendant 12 ans à l'Université McGill de Montréal dont 8 à titre de professeur. L'Université lui remettait un doctorat ès Lettres Honoris Causa en 2002. Il a mené en parallèle des études sur le syndrome d'épuisement professionnel.

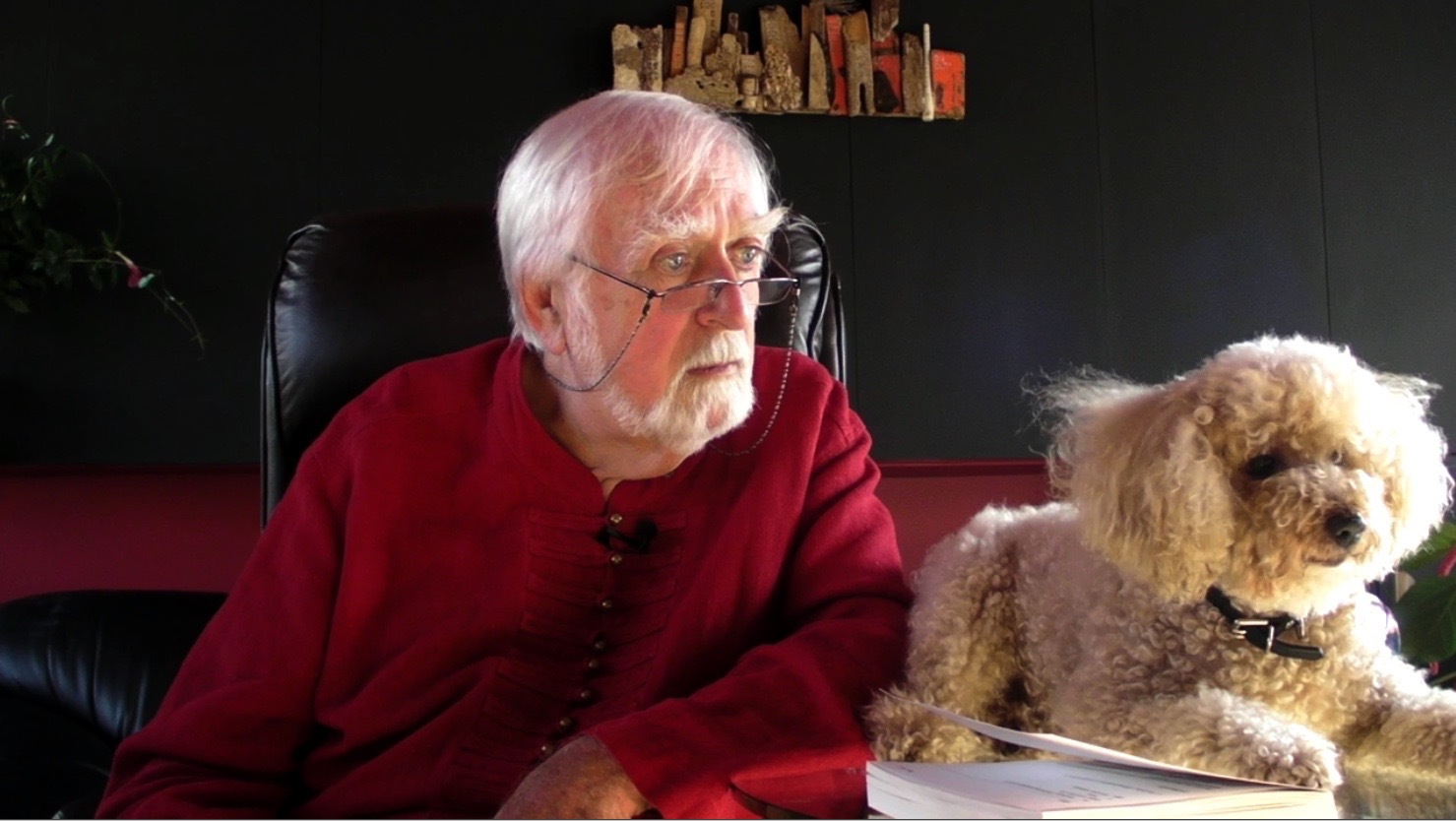
En tournage pour repere.tv, en 2008

À 82 ans, Jacques Languirand était encore très actif. Vivant et travaillant dans son immense bibliothèque (qui compte environ 10 000 livres), quand il n'était pas derrière son micro, devant une caméra ou à des manifestations citoyennes ou autres événements spéciaux, il passait la plupart de ses journées à prendre connaissance de publications récentes ou encore à revoir ses classiques. Il intervenait régulièrement en ligne, sur le site repere.tv, et on pouvait l'entendre à la radio de Radio-Canada le samedi soir. 
Le fonds d'archives de Jacques Languirand est conservé au centre d'archives de Montréal de Bibliothèque et Archives nationales du Québec.

### Vie privée
Jacques Languirand est le père de Pascal Languirand, chanteur du groupe Trans-X et de Martine Languirand (1957-2015), et grand-père de trois petits-enfants, Julie, Alexis et Mimi, les enfants de Martine.
En 2016, il est visé par des allégations d'inceste envers sa fille. Ces allégations n'ont jamais été prouvées.

## Distinctions
- 1956 : Trophée Sir Barry Jackson pour Les Insolites
- 1956 : Trophée Laflèche pour Le Dictionnaire insolite
- 1962 : Prix du Gouverneur général pour Les Insolites et Les Violons de l’automne
- 1968 : Médaille du Commonwealth Arts Festival pour Klondyke
- 1978 : Prix du Libraire pour La Voie initiatique
- 1987 : Membre de l'Ordre du Canada
- 1998 : Prix Hommage de la Compagnie des philosophes du Québec
- 1998 : Prix du communicateur de l'année de l'Association internationale des professionnels de la communication
- 2001 : Prix spécial du jury du Concours international de Théâtre de la Fondation Onassis pour Faust et les radicaux libres.
- 2002 : Doctorat Honoris Causa de l'Université McGill
- 2003 : Officier de l'Ordre du Canada
- 2004 : Chevalier de l'Ordre national du Québec
- 2004 : Prix Georges-Émile-Lapalme pour la qualité et le rayonnement de la langue française
- 2006 : 31e membre du Cercle des Phénix de l'environnement
- 2006 : Prix du Gouverneur général pour les Arts de la scène
- 2008 : Chevalier de l'Ordre de la Pléiade, Ordre de la Francophonie et du Dialogue des cultures
- 2009 : Membre du Cercle Monique-Fitz-back
- 2012 : Prix Guy-Mauffette pour sa carrière dans les domaines de la radio et de la télévision (Prix du Québec)
- 2013 : Prix Aurore[14]
- 2014 : Citoyen d'honneur de la ville de Montréal

## Ouvrages

### Pièces de théâtre
- 1956 : Les Insolites
- 1956 : Le Roi ivre
- 1957 : Les Grands Départs
- 1957 : Le Gibet
- 1958 : Diogène
- 1960 : Les Violons de l'automne
- 1962 : Les Cloisons
- 1963 : Klondyke
- 1966-1970 : Man Inc.
- 2001 : Faust et les radicaux libres
- 2012 : Feedback

### Opéra
- 1966 : Louis Riel

### Essais
- 1960 : J'ai découvert Tahiti et les îles du bonheur
- 1962 : Le Dictionnaire insolite
- 1972 : De McLuhan à Pythagore
- 1978 : La Voie initiatique : le sens caché de la vie
- 1979 : Vivre sa vie (adaptation des textes de la série télévisée du même titre)
- 1980 : Mater materia
- 1981 : Vivre ici maintenant (adaptation des textes de la série télévisée du même titre)
- 1984 : Réincarnation et karma (en collaboration avec Placide Gaboury)
- 1987 : Prévenir le burn-out (publié sous le titre Vaincre le mal-être par Albin Michel)
- 1989 : A comme Aubergine : 108 recettes sans viande (en collaboration avec Yolande Languirand)
- 1989 : Par 4 chemins no 1 (adaptation des textes de la série radiophonique du même titre)
- 1990 : Par 4 chemins no 2 (adaptation des textes de la série radiophonique du même titre)
- 1991 : Par 4 chemins no 3 (adaptation des textes de la série radiophonique du même titre)
- 1998 : Les Voyages de Languirand ou le journal de Prospéro
- 2001 : Presque tout Languirand – Théâtre
- 2008 : Le Dieu cosmique : À la recherche du Dieu d'Einstein (en collaboration avec Jean Proulx)
- 2009 : L’héritage spirituel amérindien. Le grand mystère (en collaboration avec Jean Proulx)

### Roman
- 1963 : Tout compte fait

## Filmographie
- 1957 : Le Colombier (série TV) : Maire de Grandmont
- 1968 : Kid Sentiment
- 1994 : La Vie d'un héros : Monsieur le juge
- 1997 : J'en suis ! : Igor de Lonsdale
- 1998 : Le Lépidoptère : Voice on the Radio (voix)
- 1999 : Le Grand Serpent du monde
- 2002 : L'Odyssée d'Alice Tremblay : Père Noël
- 2012 : Mars et Avril : Jacob Obus

## Télévision
- 2004 - 2007 : Le Rebut Global : Le philosophe (narrateur)
- 2011 - 2012 : Les Repères de Languirand : Coanimateur

### Sources et liens externes
- Ressources relatives à l'audiovisuel :   - AllMovie
  - Allociné
  - IMDb
- Ressources relatives à la littérature :   - Infocentre littéraire des écrivains
  - NooSFere
- Notice dans un dictionnaire ou une encyclopédie généraliste :   - Deutsche Biographie
- Notices d'autorité :   - VIAF
  - ISNI
  - BnF (données)
  - IdRef
  - LCCN
  - GND
  - Israël
  - NUKAT
  - Croatie
  - Portugal
  - WorldCat
- Les repères de Languirand
- Site officiel de Par 4 chemins
- Site de références de l'émission Par 4 chemins
- Entrevues et documents sur le site de l'émission Contact, créée et animée par Stéphan Bureau.
- Paul Cauchon, Par quatre chemins - 35 années «tripatives», Le Devoir, 14 septembre 2005, p. A1.
- Analyse d'une biographie
- Les 4 chemins de Jacques Languirand, document radiophonique par Jacques Bouchard
- Fiche sur L'île, l'infocentre littéraire des écrivains québécois
- Notices d'autorité :   - VIAF
  - ISNI
  - BnF (données)
  - IdRef
  - LCCN
  - GND
  - Israël
  - NUKAT
  - Croatie
  - Portugal
  - WorldCat